# Entalpi
Entalpi är inom termodynamiken ett av flera närbesläktade mått på termodynamisk potential, och utgör även en tillståndsstorhet. Entalpin betecknas H och ett systems entalpi utgörs av summan av systemets inre energi och produkten av systemets tryck och volym enligt
{\displaystyle H=U+pV\,}
där H är entalpin, U den inre energin, p är trycket och V volymen. Absolutvärdet av entalpin kan liksom den interna energin inte mätas direkt; det är endast meningsfullt att räkna på relativa entalpier och entalpiskillnader enligt 
Δ{\displaystyle H=H-H_{ref}}.
Entalpi har införts därför att det är en praktisk storhet att arbeta med vid konstanta tryck, då det gäller
{\displaystyle \mathrm {d} H=\mathrm {d} q=C_{p}\,\mathrm {d} T}
där q betecknar tillfört värme och den sista likheten gäller i frånvaro av fasövergångar. Ändringen i entalpi är alltså lika med den tillförda värmemängden.
En process i vilken entalpin är konstant kallas isentalpisk.

## Entalpimått i särskilda sammanhang
Bildningsentalpi anger den mängd entalpi som behöver tillföras för att bilda en kemisk förening från dess grundläggande beståndsdelar. Bildningsentalpin kan fås genom att bindningsentalpierna för föreningen adderas.
Smältentalpi anger den entalpiförändring som behövs för att få ett ämne att gå från fast fas till flytande fas, analogt med ångbildningsentalpi, som anger den entalpiförändring som behövs för att ämnet skall gå från flytande fas till gasfas.
Förbränningsentalpi är den värmemängd som utvecklas när en mol av ett ämne förbränns i syre vid konstant tryck.